# II. Iput
Iput ókori egyiptomi királyné volt, a VI. dinasztiabeli II. Pepi fáraó testvére és felesége. Férjéhez közel temették el Szakkarában, sírjában megtalálták a Piramisszövegek egy változatát.
Címei: Örökös hercegnő (ỉrỉỉ.t-pˁt), Aki látja Hóruszt és Széthet (m33.t-ḥrw-stš), A király felesége (ḥm.t-nỉswt), A király szeretett felesége (ḥm.t-nỉswt mrỉỉ.t=f), Noferkaré-men-ankh szeretett királyi felesége (ḥm.t-nỉswt mrỉỉ.t=f nfr-k3-rˁ-mn-ˁnḫ), Noferkaré-men-ankh-Noferkaré szeretett királyi felesége (ḥm.t-nỉswt mrỉỉ.t=f nfr-k3-rˁ-mn-ˁnḫ-nfr-k3-rˁ), A király lánya (z3.t-nỉswt), A király legidősebb lánya (z3.t-nỉswt-n-ẖt=f)
Piramiskomplexuma egy piramisból és kis halotti templomból állt, a templom L alakban épült. Egyik raktárában megtalálták Pepi másik feleségének, IV. Anheszenpepinek a szarkofágját is. Nem teljesen világos, hogy eredetileg is ide temették-e vagy később hozták át ide.